# Banjarwati
Banjarwati is een bestuurslaag in het regentschap Lamongan van de provincie Oost-Java, Indonesië. Banjarwati telt 7840 inwoners (volkstelling 2010).